# Thienemanniella cubita
Thienemanniella cubita är en tvåvingeart som först beskrevs av Garrett 1925.  Thienemanniella cubita ingår i släktet Thienemanniella och familjen fjädermyggor.
Artens utbredningsområde är British Columbia. Inga underarter finns listade i Catalogue of Life.